# Gaetano Aloisi Masella
Gaetano Aloisi Masella (Pontecorvo, 30 settembre 1826 – Roma, 22 novembre 1902) è stato un cardinale italiano.

## Biografia
Fu ordinato sacerdote il 3 giugno 1849. Ebbe vari incarichi diplomatici a Napoli, in Baviera e in Francia. Svolse dal 1869 l'attività di consultore per gli affari diplomatici in Curia presso la Segreteria di Stato. Nel 1870 accompagnò l'arcivescovo Alessandro Franchi in un viaggio a Costantinopoli. Nel 1874 fu nominato segretario per gli affari orientali della Congregazione di Propaganda Fide.
Il 22 maggio 1877 fu eletto arcivescovo titolare di Neocesarea del Ponto. Il 5 giugno dello stesso anno fu nominato nunzio apostolico in Baviera e il 30 settembre 1879 fu trasferito come nunzio apostolico in Portogallo.
Papa Leone XIII lo elevò al rango di cardinale nel concistoro del 14 marzo 1887 e il 17 marzo dello stesso anno ricevette il titolo di San Tommaso in Parione.
Il 16 novembre 1887 fu nominato prefetto della Congregazione per le indulgenze e le sacre reliquie. Il 3 ottobre 1889 fu nominato prefetto della Congregazione dei riti. Il 16 gennaio 1893 optò per il titolo di Santa Prassede. Il 29 maggio 1897 fu nominato pro-datario di Sua Santità con l'incarico di riorganizzare la Dataria apostolica. Rifiutò l'ordine dei cardinali vescovi.
Morì improvvisamente il 22 novembre 1902 all'età di 76 anni. Fu trovato morto alla sua scrivania, con la penna in mano, già freddo. La sua morte era stata predetta quattro giorni prima dal beato Grimoaldo Santamaria. Fu sepolto nella cattedrale di Pontecorvo.

## Genealogia episcopale e successione apostolica
La genealogia episcopale è:
- Cardinale Scipione Rebiba
- Cardinale Giulio Antonio Santori
- Cardinale Girolamo Bernerio, O.P.
- Arcivescovo Galeazzo Sanvitale
- Cardinale Ludovico Ludovisi
- Cardinale Luigi Caetani
- Cardinale Ulderico Carpegna
- Cardinale Paluzzo Paluzzi Altieri degli Albertoni
- Papa Benedetto XIII
- Papa Benedetto XIV
- Cardinale Enrico Enriquez
- Arcivescovo Manuel Quintano Bonifaz
- Cardinale Buenaventura Córdoba Espinosa de la Cerda
- Cardinale Giuseppe Maria Doria Pamphilj
- Papa Pio VIII
- Papa Pio IX
- Cardinale Alessandro Franchi
- Cardinale Gaetano Aloisi Masella

La successione apostolica è:
- Cardinale José Sebastião d'Almeida Neto, O.F.M. (1880)
- Patriarca Antonio Sebastião Valente (1881)
- Arcivescovo Paolo Emio Bergamaschi (1893)
- Vescovo Michele Cardella, C.P. (1896)
- Vescovo Luciano Bucci, O.F.M. (1899)
- Vescovo Antonio Maria Jannotta (1900)
- Cardinale Franz Xaver Nagl (1902)